# Jong AZ
Jong AZ is het tweede elftal van voetbalclub AZ en het vlaggenschip van de AZ Jeugdopleiding. Jong AZ komt uit in de Eerste divisie nadat het op zaterdag 1 april 2017 met overmacht kampioen werd van de Tweede divisie. De meeste thuiswedstrijden worden afgewerkt op het AFAS Trainingscomplex in Wijdewormer. Risicowedstrijden worden gespeeld in het AFAS Stadion.

## Regels beloftenteams
Op 7 juni 2018 maakte de KNVB bekend dat er een aantal nieuwe regels van toepassing zijn op de selecties van de Jong teams in het betaalde voetbal en amateurvoetbal.
- In de eerste divisie mogen niet meer dan 4 Jong teams spelen.
- Alleen spelers jonger dan 24 jaar mogen nog uitkomen in de Jong teams. Dit om de competities eerlijker te maken.

Aanvullend op bovenstaande regels:
- spelers van 18, 19 en 20 jaar mogen niet meer in Jong spelen als ze 18 wedstrijden in het 1e elftal hebben gespeeld.
- Spelers van 21 en 22 jaar mogen niet meer in Jong spelen als ze 7 wedstrijden in het 1e elftal hebben gespeeld.

## Erelijst
| Resultaten Jong AZ in de KNVB beker seizoen 2006/07 | Resultaten Jong AZ in de KNVB beker seizoen 2006/07 | Resultaten Jong AZ in de KNVB beker seizoen 2006/07 |
| 2de Ronde:                                          | 3de Ronde:                                          | 1/8 Finale:                                         |
| --------------------------------------------------- | --------------------------------------------------- | --------------------------------------------------- |
| ONS Sneek-Jong AZ 0-2                               | Jong AZ-SC Genemuiden 8-1                           | Roda JC-Jong AZ 2-1                                 |

Tweede divisie (1x)
2017
Beloften Eredivisie (1x)
2006
Beloften Eerste Divisie (3x)
2001 (als AZ2), 2005, 2013
KNVB beker Beloften
verliezend finalist: 2006
HKFC Soccer Sevens
2025

## Selectie 2023/24
De selectie van Jong AZ, dus exclusief spelers van het eerste elftal of jeugdelftallen die in dit seizoen uitkomen voor Jong AZ.
| Nat.               | Naam              | Contract     | Vorige club    | Bij AZ sinds |
| Keepers            | Keepers           | Keepers      | Keepers        | Keepers      |
| ------------------ | ----------------- | ------------ | -------------- | ------------ |
| Vlag van Nederland | Daniël Deen       | 30 juni 2023 | Jeugdopleiding | 2014         |
| Vlag van Nederland | Tristan Kuijsten  | 30 juni 2024 | Jeugdopleiding | 2016         |
| Vlag van Nederland | Arouna Kabba      | 30 juni 2024 | Jeugdopleiding | 2018         |
| Verdedigers        |                   |              |                |              |
| Vlag van Nederland | Wouter Goes       | 30 juni 2028 | Jeugdopleiding | 2019         |
| Vlag van Nederland | Finn Stam         | 30 juni 2025 | Jeugdopleiding | 2016         |
| Vlag van Nederland | Misha Engel       | 30 juni 2025 | Jeugdopleiding | 2015         |
| Vlag van Nederland | Maxim Dekker      | 30 juni 2026 | Jeugdopleiding | 2017         |
| Vlag van Nederland | Loek Postma       | 30 juni 2024 | Jeugdopleiding | 2014         |
| Vlag van Nederland | Jorn Berkhout     | 30 juni 2026 | Jeugdopleiding | 2013         |
| Vlag van Nederland | Jesse Buurmeester | 30 juni 2024 | Jeugdopleiding | 2015         |
| Vlag van Nederland | Enoch Mastoras    | 30 juni 2024 | Jeugdopleiding | 2017         |
| Vlag van Nederland | Sem Dekkers       | 30 juni 2026 | Jeugdopleiding | 2014         |
| Vlag van Nederland | Jeremiah Esajas   | 30 juni 2024 | Jeugdopleiding | 2021         |
| Vlag van Nederland | Jurre van Aken    | 30 juni 2025 | Jeugdopleiding | 2014         |
| Middenvelders      |                   |              |                |              |
| Vlag van Nederland | Nick Twisk        | 30 juni 2024 | Jeugdopleiding | 2014         |
| Vlag van Nederland | Job Kalisvaart    | 30 juni 2024 | Jeugdopleiding | 2015         |
| Vlag van Nederland | Damienus Reverson | 30 juni 2023 | Jeugdopleiding | 2014         |
| Vlag van Nederland | Lewis Schouten    | 30 juni 2027 | Jeugdopleiding | 2014         |
| Vlag van Nederland | Kees Smit         | 30 juni 2026 | Jeugdopleiding | 2015         |
| Vlag van Nederland | Dave Kwakman      | 30 juni 2028 | Jeugdopleiding | 2015         |
| Vlag van Nederland | Nick Koster       | 30 juni 2024 | Jeugdopleiding | 2018         |
| Vlag van Nederland | Tom Kerssens      | 30 juni 2024 | Jeugdopleiding | 2015         |
| Aanvallers         |                   |              |                |              |
| Vlag van Nederland | Ricueno Kewal     | 30 juni 2024 | Jeugdopleiding | 2015         |
| Vlag van Nederland | Jayden Addai      | 30 juni 2028 | Jeugdopleiding | 2016         |
| Vlag van Nederland | Ro-Zangelo Daal   | 30 juni 2025 | Jeugdopleiding | 2015         |
| Vlag van Nederland | Mexx Meerdink     | 30 juni 2027 | Jeugdopleiding | 2019         |
| Vlag van Nederland | Ernest Poku       | 30 juni 2026 | Jeugdopleiding | 2019         |
| Vlag van Nederland | Joshua Pynadath   | 30 juni 2024 | Zonder Club    | 2022         |
| Vlag van Nederland | Jayen Gerold      | 30 juni 2025 | Jeugdopleiding | 2015         |

## Bezoekersrecord
De ontmoeting tussen FC Twente en Jong AZ op Maandag 22 april 2019 was de wedstrijd met het hoogste aantal bezoekers in de 21e eeuw in de Eerste divisie. Volgens de officiële telling waren er die dag 30.205 toeschouwers in de Grolsch Veste. FC Twente had genoeg aan een overwinning voor het kampioenschap. Jong AZ speelde gelijk met 0–0. Toch kon FC Twente na de wedstrijd het kampioenschap vieren, omdat belangrijkste concurrent Sparta Rotterdam met 2-0 onderuit ging bij Jong PSV.

## Overzichtslijsten

### Competitieresultaten Jong AZ 2002–heden
| 10 |

| 11 |

| 13 |

| 1 A |

| 1 |

| 6 |

| 3 |

| 4 |

| 5 |

| 4 |

| 4 |

| 1 |

| 5 B |

| 4 |

| 3 |

| 1 |

| 16 |

| 18 |

| 14 |

| 17 |

| 13 |

| 11 |

| 10 |

| 10 |

| Eerste divisie                                     | Tweede divisie | Beloften Eredivisie | Beloften Eerste divisie |
| - Sinds 2001/02 is de beloftenploeg van AZ actief. |                |                     |                         |

In elke staaf van de grafiek staat van boven naar beneden vermeld: 
- Eindnotering

Dit is de positie die de club heeft bereikt in de competitie, zonder eventuele beslissings-, play-off- of nacompetitiewedstrijden die nodig zijn geweest om bijvoorbeeld de kampioen van de competitie te bepalen.
Indien een * achter het getal staat is de notering een tussenstand en kan het zijn dat de notering niet overeenkomt met de uiteindelijke eindstand van de competitie.
Staat er een - dan is het seizoen nog bezig en is er geen definitieve uitslag bekend.
Staat er xx op de positie van de notering, dan heeft de club vroegtijdig de competitie verlaten. Dit kan onder andere komen door terugtrekking van het team, faillissement van de club of door een uitgedeelde straf van de KNVB. In veel gevallen staat elders in het artikel de reden vermeld.
Staat er een ? dan is het resultaat uit het verleden onbekend, en is alleen de competitie of het niveau bekend van dat seizoen.
In de seizoenen 2019/20 en 2020/21 werd wegens de coronacrisis het amateurvoetbal afgebroken. Daardoor kennen deze staven geen eindklassering (middels -- weergegeven).
- Competitieniveau en afdelingsletter of Officiële eindstand Eredivisie
  - Competitieniveau en afdelingsletter

Hierbij geeft het getal het niveau weer, dat ook terug te vinden is in de legenda. De letter is de afdelingsaanduiding en wordt gebruikt wanneer er meer afdelingen zijn op hetzelfde niveau. De afdelingsletter is altijd een hoofdletter en wordt meestal zonder nummer gebruikt.
Voorbeeld: 2F is niveau 2e klasse competitie F.
Het competitieniveau en nummer wordt niet vermeld wanneer er slechts één competitie van dit niveau was.
  - Officiële eindstand Eredivisie (getal staat tussen haakjes vermeld)

Sinds de introductie van play-offwedstrijden voor Europees voetbal na afloop van de reguliere competitie in 2005/06, is de KNVB verplicht een eindstand van de Eredivisie door te geven aan de UEFA aan de hand van deze play-offwedstrijden.
Bij deze eindstand staan clubs die zich hebben gekwalificeerd voor Europees voetbal hoger dan clubs die zich niet wisten te kwalificeren. Indien er geen verschil was tussen de eindnotering en de officiële eindstand, staat dit getal niet vermeld.

- Onderafdeling

Hier staat afgekort de naam van de onderafdeling indien de club in dat jaar in een onderafdeling uitkwam. Tevens staat deze afkorting in de legenda en wordt gelinkt naar het artikel over deze onderafdeling. Deze afkorting wordt alleen vermeld wanneer de club in het verleden in verschillende onderafdelingen heeft gespeeld. Deze vermelding is in de staaf altijd in kleine letters. Deze onderafdelingen zijn na het seizoen 1995/96 afgeschaft. Heeft de club in slechts één onderafdeling gespeeld, dan is dit alleen terug te vinden in de legenda.
Onder de staaf staat het jaartal vermeld waarin het seizoen is afgesloten. 15 verwijst naar het seizoen 2014/15 of eventueel het seizoen 1914/15.
Wanneer een staaf leeg is, zijn deze gegevens niet bekend. Het kan ook zijn dat de club dat seizoen niet heeft meegespeeld op het hogere amateurniveau, vroegtijdig de competitie heeft verlaten of uit de competitie is gezet.

In het seizoen 1944/45 was er wegens de Tweede Wereldoorlog geen regulier competitievoetbal.

### Seizoensoverzichten
| 2017/18 | Eerste divisie | 38 | 14 | 4  | 20 | 57 | 70 | 46 | 16e | Jong AZ treedt toe tot het betaald voetbal                                                            |
| 2018/19 | Eerste divisie | 38 | 7  | 12 | 19 | 46 | 67 | 33 | 18e | – |
| 2019/20 | Eerste divisie | 29 | 7  | 7  | 15 | 45 | 61 | 28 | 14e | Door de coronacrisis is competitie niet afgemaakt. De tussenstand na 29 speelrondes werd de eindstand |
| 2020/21 | Eerste divisie | 38 | 11 | 5  | 22 | 56 | 92 | 38 | 17e | – |
| 2021/22 | Eerste divisie | 38 | 12 | 6  | 20 | 39 | 50 | 42 | 13e | – |
| 2022/23 | Eerste divisie | 38 | 14 | 9  | 15 | 60 | 58 | 51 | 11e | – |
| 2023/24 | Eerste divisie | 38 | 16 | 8  | 14 | 56 | 62 | 61 | 10e | – |
| 2024/25 | Eerste divisie | 38 | 14 | 10 | 14 | 52 | 69 | 63 | 10e | – |

### Topscorers
- 2017/18:  Jamie Jacobs (9)
- 2018/19:  Ferdy Druijf (13)
- 2019/20:  Zakaria Aboukhlal (8)
0000000  Thijs Oosting (8)
- 2020/21:  Mohamed Taabouni (9)
- 2021/22:  Zico Buurmeester (8)
- 2022/23:  Yusuf Barasi (11)
- 2023/24:  Ernest Poku (12)
- 2024/25:  Ro-Zangelo Daal (15)

### Trainers
- 2015–2018:  Martin Haar
- 2018–2020:  Koen Stam &  Michel Vonk
- 2020–2021:  Michel Vonk
- 2021–2023:  Maarten Martens
- 2023–2024:  Jan Sierksma
- 2024–heden:  Lee-Roy Echteld

## Voetnoten
2017—2022 · 2022/23 · 2023/24 · 2024/25
Ait Ali Oulhaj ·
Van Aken ·
Atikallah ·
Van den Ban ·
Berkhout  ·
Boogaard ·
Bouziane ·
Dijkstra ·
Van Duijl ·
Van Duijn ·
Engel ·
Esajas ·
Gerold ·
Hamdi ·
Hartog ·
Inge ·
Johannessen ·
Kabba ·
Kalisvaart ·
Van der Klaauw ·
Kuijsten ·
Lenssen ·
Lioe-Anjie ·
Mastoras ·
Menu ·
Oerip ·
Olofsson ·
Oud ·
Robbemond ·
Schilder ·
Schipper ·
Smits ·
Splinter ·
Toppenberg ·
Twisk ·
De Wit ·
Zeggen ·
Coach: Echteld
· Assistent-coach: Kasim
· Assistent-coach: Leeuwin
· Assistent-coach: Vlaar
· Keeperstrainer: Szénási
ADO Den Haag ·
FC Den Bosch ·
SC Cambuur ·
FC Dordrecht ·
FC Eindhoven ·
FC Emmen ·
Excelsior Rotterdam ·
De Graafschap ·
Helmond Sport ·
Jong Ajax ·
Jong AZ ·
Jong PSV ·
Jong FC Utrecht ·
MVV Maastricht ·
Roda JC Kerkrade ·
Telstar ·
TOP Oss ·
Vitesse ·
FC Volendam ·
VVV-Venlo